# Johann Baptist Weiß (Geistlicher)
Johann Baptist Weiß  (* 4. Januar 1753 in Wittichen; † 1800 in Konstanz) war ein deutscher Benediktiner, Priester, Lehrer und Schriftsteller.

## Leben
Johann Baptist Weiß hatte am 6. Juni 1773 im Kloster St. Blasien das Ordensgelübde abgelegt und wurde 1776 zum Priester geweiht. Im Kloster war er als Lehrer der Theologie tätig. Später übernahm er die Pfarrei Schluchsee. Am 21. Juni 1793 hielt er die von ihm verfasste Grabrede am Grab des Abtes Martin Gerbert. Im Jahr 1794, nachdem die Schulen in Konstanz von den Benediktinern der vorderösterreichischen Stifte übernommen worden waren, betraute man den Pater Weiß mit der Präfektstelle am dortigen Gymnasium.

## Werke
- Festrede, gehalten am 8. Tage der Feierlichkeiten bei Einweihung der neuen Kirche zu St. Blasien. St. Gallen, 1784
- Trauer- und Lobrede auf Martin Gerbert, weiland Fürstabten zu S. Blasien, gehalten von J. B. Weiß, Capitular dasselbst, an seine Mitbrüder, bei dem feierlichen Leichenbegängnisse am 21. Brachmonat 1793. S. Blasien
- Ueber die Verbindung guter Sitten mit den Wissenschaften: eine Ermahnungsrede an die Zöglinge des K. K. Gymnasiums zu Konstanz, als die Schulen daselbst von den P. P. Benediktinern der vorderösterreichischen Abteyen eröffnet wurden. Wagner, Konstanz 1795. (Digitalisat)